# Meredith Scott Lynn
Meredith Scott Lynn (Brooklyn, Nueva York; 8 de marzo de 1970) es una actriz, productora, y directora estadounidense. Asistió a la Secundaria de Arte en Nueva York.

## Filmografía
| Año  | Película                          | Papel               | Notas        |
| ---- | --------------------------------- | ------------------- | ------------ |
| 1994 | The Girl in the Watermelon        | Samantha Mayerofsky |              |
| 1994 | Bleeding Hearts                   | Ruthie              |              |
| 1996 | Beat the Bash                     |                     |              |
| 1996 | Mixed Nuts                        | Julie Manning       |              |
| 1997 | Take a Number                     | Megan               |              |
| 1997 | I Love You, Don't Touch Me!       | Janet               |              |
| 1998 | Billy's Hollywood Screen Kiss     | Georgiana           |              |
| 1998 | A Night at the Roxbury            | ¡Vixen              |              |
| 1998 | The Lion King II: Simba's Pride   | Adult Vitani        |              |
| 1999 | Smut                              | Wendy               |              |
| 1999 | Forces of Nature                  | Debbie              |              |
| 1999 | Standing on Fishes                | Erika               |              |
| 2000 | Loser                             |                     |              |
| 2001 | Neurotic Tendencies               |                     |              |
| 2001 | Legally Blonde                    | Enid Wexler         |              |
| 2002 | Sexy                              | Voice 4             | Comedy short |
| 2003 | Hollywood Homicide                | Detective Jackson   |              |
| 2005 | When Do We Eat?                   | Jennifer            |              |
| 2006 | How to Go Out on a Date in Queens | Elizabeth           |              |
| 2007 | Finishing the Game                | Eloise Gazdag       |              |
| 2008 | The Neighbor                      | Mindy               |              |